# Ћилибарска соба
Ћилибарска соба или Јантарна соба (рус. Янтарная комната) била је соба украшена панелима од ћилибара, позлатом и огледалима, смештена у Јекатаринској палати у Царском Селу близу Санкт Петербурга.
Конструисана у 18. веку у Пруској, соба је демонтирана и на крају је нестала током Другог светског рата. Пре њеног губитка, неки су је сматрали „осмим светским чудом”. Реконструкција је започета 1979. године, а завршена и инсталирана у Јекатаринској палати 2003. године.
Изградња Ћилибарске собе је започета 1701. године за Шарлотенбуршку палату у Берлину, у тадађшњој Пруској, али је на крају постављена у Берлинском градском дворцу. Дизајнирали су је немачки барокни вајар Андреас Шлутер и дански мајстор за ћилибар Готфрид Волфрам. Шлутер и Волфрам су радили на соби до 1707. године, када су радове наставили мајстори за ћилибар Готфрид Турау и Ернст Шахт из Данцига (Гдањск).
Соба је остала је у Берлину до 1716. године, када ју је пруски краљ Фридрих Вилхелм I поклонио свом савезнику цару Петру Великом из Руског царства. У Русији је соба постављена у Јекатаринској палати. Након проширења и неколико реновација, покривала је више од 55 квадратних метара и садржавала је преко 6 тона ћилибара.
Ћилибарску собу је током Другог светског рата опљачкала група Север немачког Вермахта и однела у Кенигсберг ради реконструкције и излагања. Негде почетком 1944. године, са савезничким снагама које су се приближавале Немачкој, соба је демонтирана и упакована за складиштење у подруму замка. Кенигсберг је уништен савезничким бомбардерима у августу 1944. године и документација о локацији собе тиме нестаје. Њена коначна судбина и тренутна локација, ако је преживела, остају мистерија. Године 1979. донета је одлука да се изврши реконструкција Ћилибарска собе у Јекатаринској палати у Пушкину. Након деценија рада руских занатлија и донација из Немачке, завршена је и свечано отворена 2003. године.

## Архитектура
Ћилибарска соба је непроцењивo уметничкo делo, са изузетним архитектонским карактеристикама, као што су позлата, резбарије, 450 кг ћилибарских панела, златни листићи, драгуљи и огледала, све истакнуто светлошћу свећа. Додатне архитектонске и дизајнерске карактеристике укључују статуе анђела и деце.
Због својих јединствених карактеристика и изузетне лепоте, оригинална Ћилибарска соба је понекад називана „осмо чудо света“. Модерне процене вредности собе крећу се од 142 милиона долара (2007) до преко 500 милиона долара (2016).

## Историја

### Изградња собе
Изградња Ћилибарске собе је започета 1701. године са намером да буде инсталирана у замку Шарлотенбург, резиденцији Фридриха, првог краља Пруске, на подстицај његове друге супруге, Софије Шарлоте. Концепт и дизајн собе осмислио је Андреас Шлутер. Израдио ју је Готфрид Волфрам, мајстор занатлија на данском двору краља Фредерика IV од Данске, уз помоћ мајстори за ћилибар Ернста Шахта и Готфрида Турауа из Данцига, данашњег Гдањска у Пољској.
Иако је првобитно била намењена за инсталацију у замку Шарлотенбург, комплетни панели су на крају били постављени у Берлински градски замак. Међутим, Ћилибарска соба није дуго остала у Берлинском градском замку. Петар I Алексејевич Романов је посетио дворац и исказао велико дивљење соби. Године 1716. син краља Фридриха I, Фридрих Вилхелм I, поклонио је собу Петру као дар, што је учврстило руско-пруски савез против Шведске.
Ћилибарска соба је пребачена у Русију у осамнаест великих кутија. Налазила се у Зимском дворцу у Санкт Петербургу, као део Европске уметничке колекције. Оригинални берлински дизајн Ћилибарске собе је преобликован у Русији у заједничким напорима немачких и руских занатлија. Петрова ћерка, царица Јелисавета, одлучила је 1755. године, да ћилибарско благо буде инсталирано у Јекатаринском дворцу, где је руска царска породица обично проводила своја лета. Након неколико реновација у XVIII веку, соба је покривала више од 55 квадратних метара. Италијански дизајнер Бартоломео Растрели је редизајнирао собу да би могла да стане у нови простор. Нова Ћилибарска соба је била већа, а коришћен је ћилибар из Берлина. Изградња собе је трајала више од десет година.
Током XVIII века, соба је још једном реновирана и њена површина је била око сто осамдесет квадратних метара. Била је обложена са око шест тона ћилибара и осталог драгог камења.
Катарина Прва је собу користила као собу за медитацију, Катарина Велика ју је користила за приватна окупљања, док ју је Александар II користио као собу у којој је чувао трофеје.

### Крађа током Другог светског рата
Музејске драгоцености из Јекатаринске палате премештене су у Новосибирск. Убрзо након почетка немачке инвазије на Совјетски Савез у Другом светском рату, кустоси одговорни за уклањање уметничких блага у Лењинграду покушали су да размонтирају и уклоне Ћилибарску собу.  Међутим, током година, ћилибар се осушио и постао крт, што је учинило немогућим премештање собе без распадања ћилибара. Због тога је одлучено да се преко целе собе прелепе тапете (папиром, газом и ватом), у покушају да се спречи немачке снаге да је заплене, али покушај да се сакрије такво добро познато уметничко дело није успео. Како се после испоставило, „осмо светско чудо“ је напуштено због чињенице да Ћилибарска соба није била укључена у план евакуације из 1936. године сачињен у случају рата, а проширени план совјетске власти за евакуације из 1938/39  је мистериозно нестао. Без дозволе за евакуацију тако значајног уметничког дела, музејски радници га нису евакуисали, а нису ни могли, јер је због смањења особља јула 1941. међу особљем Музеја Јекатаринске палате остало је само 5 особа, готово све жене. Они физички нису били у стању да евакуишу таквог собу.
Немци су, заузевши град Пушкин 18. септембра 1941. године и опљачкавши Јекатаринску палату. Немачки војници Групе армије Север размонтирали су Ћилибарску собу у року од 36 сати под надзором два стручњака и спаковали је у двадесет седам кутија. Украдено благо је било намењено Фиреровом музеју у Линцу. Стога, да би га уклонили почетком октобра 1941. године, у Пушкин (раније Царско село) стигла су два официра за уметност, који су извршавали специјална Хитлерова наређења: гроф са чином капетана Е.-О. Солмс-Лаубах и капетан др Пенсген. Они су средином октобра 1941. демонтирали и однели Ћилибарска соба, која је до краја рата требало да буде смештена у подрумима Ришког замка, одакле је потом била послата у Линц. Међутим, гаулајтер Источне Пруске Ерих Кох и директор Кенигсбершких уметничких колекција, велики стручњак за ћилибар, др Алфред Роде, тражили су од Хитлера да изложи Ћилибарску собу у замку Кенигсберг пре стварања музеја у Линцу, што је Хитлер и одобрио. Дана 14. октобра 1941. године, непроцењива соба је стигла у Кенигсберг (данашњи Калињинград) у Источној Пруској, где је складиштена а потом и излагана у градском замку. Већ 13. новембра 1941. године, новине из Кенигсберга објавиле су изложбу Ћилибарске собе у музеју Кенигзбершког замка.
Од априла 1942. до августа 1944. године, панели Ћилибарске собе били су постављени у једној од музејских сала Краљевског замка Кенигсберг, која је била знатно мања од Ћилибарске собе у палати у Царском Селу.  У немачким документима ова „мала“ ћилибарска соба звала се „Немачка ћилибарска соба“ или „Кабинет“. Део неискоришћених ћилибарских панела је највероватније био смештен у подруму замка.
Директор музеја је био велики поклоник ћилибара. Током две године док је соба била изложена, он је проучавао историју ћилибарских плоча и осталих елемената. Како се ближио крај рата, њему је наложено да собу растави и премести, што је урађено крајем 1943. године. Током следеће године, град је бомбардован, а том приликом је уништен и музеј. Самим тим, сваки траг о соби је изгубљен.

### Последњи дани у Кенигсбергу
Наредбама Хитлера 21. и 24. јануара 1945. наређено је премештање опљачкане имовине из Кенигсберга. Ово је омогућило Алберту Шперу, рајхсминистру наоружања, и његовом административном тиму да транспортују културна добра од великог значаја. Међутим, пре него што је Ћилибарска соба могла да буде премештена, Ерих Кох, који је био задужен за цивилну администрацију у Кенигсбергу током последњих месеци рата, напустио је своје место и побегао из града, остављајући генерала Ота Лаша да командује.
У ноћи 30. августа 1944. године, као резултат масовног бомбардовања Краљевскг ваздухопловства избио је пожар у замку, током којег се истопило шест основних ћилибарских панела, о чему је др Роде пријавио своје претпостављене у Берлину 2. септембра.  Међутим, преостали панели од ћилибара нису оштећени. Спаковане су и похрањене у Орден сали дворца, која је преживела бомбардовање. По наређењу из Берлина јануара 1945. су покушали да однесу кутије са ћилибарским плочама у Немачку, али нису могли, јер су совјетски тенкови блокирали пругу. Због тога су кутије са ћилибарским панелима чуване у Орденској дворани замка Кенигсберг све до почетка напада на град од стране совјетских трупа Црвене армије.  ујутро 6. априла 1945. године. Касно увече 9. априла 1945. (одмах по предаји гарнизона Кенигсберг) замак је заузела совјетска војна јединица, а 11. априла изненада је избио пожар у порушеном замку.

## Нестанак и мистерије
После рата, Ћилибарска соба више никада није виђена у јавности, иако су се повремено појавили извештаји у којима се наводи да су делови Ћилибарске собе преживели рат. Неколико очевидаца је тврдило да су приметили чувену собу како је укрцана на брод Вилхелм Густлоф, који је напустио Гдињу 30. јануара 1945. године, а затим га је совјетска подморница одмах торпедовала и потопила.
Године 1997, италијански камени мозаик Feel and Touch који је био део сета од четири камена који су украшавали Ћилибарску собу пронађен је у Немачкој, у поседу породице војника који је тврдио да је помогао у паковању ћилибара. Мозаик је доспео у руке руских власти и искоришћен је у реконструкцији Ћилибарскe собe.
Године 1998. два одвојена тима, један немачки и један литвански, објавили су да су лоцирали Ћилибарску собу. Немачки тим је указивао на рудник сребра, док је литвански тим веровао да је благо од ћилибара закопано у лагуни. Испоставило се да ни на једним од ових локација није била Ћилибарска соба.
У 2004. години, дуготрајна истрага британских истраживачких новинара Кетрин Скот-Кларк и Адријана Ливија закључила је да је Ћилибарска соба највероватније уништена када је замак Кенигсберг оштећен,  прво током бомбардовања Кенигсберга од стране Краљевског ратног ваздухопловства 1944. године, а затим и када су Совјети запалили замак након чега је уследило гранатирање преосталих зидова. Званичне процене, изнете у документима из Руског националног архива које је написао Александар Брусов, шеф совјетског тима задуженог за лоцирање Ћилибарске собе након рата, слажу се са овом теоријом. У званичном извештају је писало: „Сумирајући све чињенице, можемо рећи да је Ћилибарска соба уништена између 9. и 11. априла 1945. године.”
Ови датуми одговарају крају битке за Кенигсберг, која се завршила 9. априла предајом немачког гарнизона. Неколико година касније, Брусов је јавно изнео супротно мишљење. Верује се да је то урадио под притиском совјетских власти, које нису желеле да буду одговорне за губитак Ћилибарске собе.
Међу другим информацијама пронађеним у архивама било је откриће да су преостале италијанске камене мозаике пронађене у изгорелом рушевинама замка. Скот-Кларк и Ливи су у свом извештају закључили да је разлог зашто су Совјети спровели опсежну претрагу Ћилибарске собе, иако су њихови стручњаци закључили да је уништена, био тај што су желели да знају да ли је неко од њихових војника одговоран за уништење. Скот-Кларк и Ливи су такође проценили да су неки у совјетској влади сматрали крађу Ћилибарске собе корисним пропагандним алатом током Хладног рата. Руски владини званичници су од тада негирали ове закључке. Аделаида Јолкина, виши истраживач у Павловском двору, наводно је изјавила: „Немогуће је замислити да би Црвена армија била толико немарна да дозволи да се Ћилибарска соба уништи.”
Након што је извештај објављен, Леонид Арнштајн, који је био поручник у Црвеној армији задужен за вод стрељачке чете током битке за Кенигсберг, рекао је: „Вероватно сам био један од последњих људи који је видео Ћилибарску собу”. Истовремено, објаснио је да је цео град горео због артиљеријског бомбардовања, али је такође негирао оптужбе да је Црвена армија намерно спалила град, рекавши: „Који би војници спалили град у којем ће морати да остану?”
Једна варијација ове теорије коју подржавају неки данашњи становници Калињинграда (бившег Кенигсберга) јесте да су барем делови собе пронађени у подрумима замка Кенигсберг након Другог светског рата од стране Црвене армије. Наводно је Ћилибарска соба била у добром стању и то није признато у то време како би кривица пала на нацисте. Да би се ова прича сачувала, приступ рушевинама замка, који је био дозвољен након Другог светског рата, изненада је био ограничен свима, укључујући историјска и археолошка истраживања, али се каже да се соба налази у складишту у близини замка Кенигсберг.
Затим, 1968. године, упркос академским протестима широм света, совјетски генерални секретар Леонид Брежњев наредио је уништење замка Кенигсберг, чинећи тако било какво истраживање последњег познатог почивалишта Ћилибарске собе на лицу места готово немогућим. Касније је потрага за Ћилибарском собом настављена на различитим локацијама, укључујући и околину Вупертала у Немачкој.
Друга хипотеза укључује бункер у Мамеркију у североисточној Пољској. Једна од тврдња је и да је Стаљин наредио да се Ћилибарска соба замени репликом пре њене пљачке, скривајући оригинал, те да су Немци украли лажну. Главни проблем у проналажењу Ћилибарске собе је тај што је нацистички режим скривао многе предмете на многим тешко доступним местима, обично без документације, остављајући широку област претраге. Немци су такође у неким случајевима премештали предмете на одредишта далеко од Европе. Власти су такође зауставиле потрагу за Ћилибарском собом. У случају замка Фридлант, он је заустављен због историјске вредности замка.
У октобру 2020. пољски рониоци из групе Балтиктек пронашли су олупину СС Карлсруеа, брода који је учествовао у операцији Ханибал, морској евакуацији која је омогућила више од милион немачких војника и цивила из источне Пруске да побегну напредујућим совјетским снагама. Брод је нападнут код обала Пољске од стране совјетских авиона након што је испловио из Кенигсберга 1945. године. У олупини се налази много сандука са непознатим садржајем. Интернет сајт за вести Live Science, извештава да овај немачки пароброд можда има сандуке у којима се налазе делови Ћилибарске собе.

## Реконструкција
Године 1979. совјетска влада је одлучила да изгради реплику Ћилибарске собе у Царском Селу, процес који је трајао 24 године и захтевао је 40 руских и немачких стручњака за израду ћилибара. Користећи оригиналне цртеже и старе црно-беле фотографије, учињен је сваки покушај да се дуплира оригинална соба. Ово је укључивало 350 нијанси ћилибара у оригиналним панелима и елементима који су красили собу. Велики проблем је био недостатак квалификованих радника, пошто је резбарење ћилибара био скоро изгубљен уметнички занат.
Финансијске потешкоће које су мучиле пројекат реконструкције од самог почетка решене су донацијом од 3,5 милиона америчких долара немачке компаније E.ON. До 2003. године радови руских занатлија су углавном завршени. Нову просторију јавности су представили руски председник Владимир Путин и немачки канцелар Герхард Шредер на 300. годишњици града Санкт Петербурга. У Клајнмахнову, близу Берлина, налази се минијатурна ћилибарска соба, направљена према оригиналу. Берлинска колекционарка минијатура Ула Клингбејл је наручила да се ова копија направи од оригиналног ћилибара из Источне Пруске.
- Ћилибарска кутија коју је  Фридрих Вилхелм I показао Петру Великом током његове посете Берлину, 1716. године[37]
- Огледало које је Фридрих Вилхелм I поклонио Петру Великом, 1716. године
- Ћилибарска соба на поштанској марки из 2004.

### Штампана
- Denny, Isabel (2007). The Fall of Hitler's Fortress City: the Battle for Königsberg, 1945. MBI Publishing. ISBN 978-1935149200.
- Khatri, Vikas (2012). World Famous Treasures Lost and Found. Pustak Mahal Publishing. ISBN 978-8122312744.
- Lucas, James (2000). Last Days of the Reich: The Collapse of Nazi Germany, May 1945. Cassell Publishing. ISBN 978-0304354481.
- Scott-Clark, Catherine; Levy, Adrian (2004). The Amber Room: The Untold Story of the Greatest Hoax of the Twentieth Century. Atlantic Books. ISBN 1-84354-340-0.
- Torney, Austin (2009). The Guide to the All-Embracing Realm of the Ultimate. Torney Publishing. ISBN 978-1448617272.
- Wermusch, Günter (1991). Die Bernsteinzimmer Saga: Spuren, Irrwege, Rätsel (на језику: немачки). Yale University. ISBN 978-3861530190.

### Електронски
- Hall, Allan (2010-01-19). „'Priceless' Amber Room of the Tsars, looted and hidden by the Nazis, is 'found' by Russian treasure hunter”. Mail Online. Приступљено 2024-07-14.
- „A Brief History of the Amber Room”. Smithsonian Institution. 2014. Приступљено 19. 2. 2015.
- „Amber Room Hunt Makes Lake the Tsar Attraction”. Scotland on Sunday. 2006. Приступљено 19. 2. 2015.
- „Amber Room Remnants Found? — Discoveries Delight Russian Art Experts”. Seattle Times. 1997. Архивирано из оригинала 20. 02. 2015. г. Приступљено 19. 2. 2015.
- „Catherine Palace”. St. Petersburg. 2001. Приступљено 23. 2. 2015.
- „Erich Koch, Regarded as One of Cruelest of Hitler's SS Men, Dies in Prison at 90”. Los Angeles Times. 1986. Приступљено 19. 2. 2015.
- „Greed, Glory and a Tsar's Lost Treasure”. The Guardian. 2004. Приступљено 22. 2. 2015.
- „Mystery of the Amber Room Resurfaces”. ABC News. 2004. Приступљено 19. 2. 2015.
- „Red Army, Not the Nazis, Destroyed Tsar's Amber Room”. Telegraph. 2004. Приступљено 19. 2. 2015.
- „Resurrecting Königsberg: Russian City Looks to German Roots”. Der Spiegel. 2014. Приступљено 19. 2. 2015.
- „Restoration of the Amber Chamber is Coming to an End”. Pravda. 2007. Приступљено 26. 6. 2007.
- „Russian Jeweller Recreates the Amber Room In His Workshop”. Russia Beyond the Headlines. 2013. Приступљено 19. 2. 2015.
- „Top 10 Famous Pieces of Art Stolen by the Nazis”. Toptenz. 2014. Приступљено 19. 2. 2015.
- „The Amber Room: History, Figures, Facts and Mysteries” (на језику: руски). RIA Novosti. 2010. Приступљено 25. 2. 2015.
- „The Amber Room: Long Lost Treasure”. AskMen. 2004. Приступљено 19. 2. 2015.